# Wynne Prakusya
Wynne Prakusya (née le 26 avril 1981 à Surakarta) est une joueuse de tennis indonésienne, professionnelle depuis janvier 1998.
Elle a fait partie de l'équipe indonésienne de Fed Cup de 1996 à 2001, en 2003 et 2005. Elle a aussi participé aux Jeux olympiques de Sydney et d'Athènes en 2000 et 2004.
Wynne Prakusya a gagné deux tournois WTA en double au cours de sa carrière (avec Janet Lee).

## Palmarès

### Titres en double dames
| No | Date       | Nom et lieu du tournoi            | Catégorie | Dotation  | Surface    | Partenaire | Finalistes                           | Score         |          |
| -- | ---------- | --------------------------------- | --------- | --------- | ---------- | ---------- | ------------------------------------ | ------------- | -------- |
| 1  | 23/07/2001 | Bank of the West Classic Stanford | Tier II   | 565 000 $ | Dur (ext.) | Janet Lee  | Nicole Arendt Caroline Vis           | 3-6, 6-3, 6-3 | Parcours |
| 2  | 10/02/2003 | Qatar Total FinaElf Open Doha     | Tier III  | 170 000 $ | Dur (ext.) | Janet Lee  | María Vento-Kabchi Angelique Widjaja | 6-1, 6-3      | Parcours |

### Finales en double dames
| No | Date       | Nom et lieu du tournoi       | Catégorie | Dotation  | Surface    | Vainqueures                          | Partenaire        | Score          |          |
| -- | ---------- | ---------------------------- | --------- | --------- | ---------- | ------------------------------------ | ----------------- | -------------- | -------- |
| 1  | 19/02/2001 | IGA US Indoors Oklahoma City | Tier III  | 170 000 $ | Dur (int.) | Amanda Coetzer Lori McNeil           | Janet Lee         | 6-3, 2-6, 6-0  | Parcours |
| 2  | 24/09/2001 | Wismilak International Bali  | Tier III  | 170 000 $ | Dur (ext.) | Evie Dominikovic Tamarine Tanasugarn | Janet Lee         | 6-74, 6-2, 6-3 | Parcours |
| 3  | 01/10/2001 | AIG Japan Open Tokyo         | Tier III  | 170 000 $ | Dur (ext.) | Liezel Huber Rachel McQuillan        | Janet Lee         | 6-2, 6-0       | Parcours |
| 4  | 05/11/2001 | Volvo Women’s Open Pattaya   | Tier V    | 110 000 $ | Dur (ext.) | Åsa Carlsson Iroda Tulyaganova       | Liezel Huber      | 4-6, 6-3, 6-3  | Parcours |
| 5  | 03/11/2003 | Volvo Women’s Open Pattaya   | Tier V    | 110 000 $ | Dur (ext.) | Li Ting Sun Tiantian                 | Angelique Widjaja | 6-4, 6-3       | Parcours |

## Parcours en Grand Chelem

### En simple dames
| Année | Open d'Australie | Open d'Australie  | Internationaux de France | Internationaux de France | Wimbledon       | Wimbledon        | US Open         | US Open             |
| ----- | ---------------- | ----------------- | ------------------------ | ------------------------ | --------------- | ---------------- | --------------- | ------------------- |
| 2001  | -                | -                 | 1er tour (1/64)          | Rachel McQuillan         | 1er tour (1/64) | Nathalie Tauziat | 2e tour (1/32)  | Maja Matevžič       |
| 2002  | 1er tour (1/64)  | Anastasia Myskina | 2e tour (1/32)           | Venus Williams           | 2e tour (1/32)  | Lisa Raymond     | 1er tour (1/64) | Meghann Shaughnessy |
| 2003  | 1er tour (1/64)  | Patty Schnyder    | 1er tour (1/64)          | Lindsay Davenport        | -               | -                | -               | -                   |

À droite du résultat, l’ultime adversaire.

### En double dames
| Année | Open d'Australie             | Open d'Australie        | Internationaux de France  | Internationaux de France | Wimbledon                    | Wimbledon                  | US Open                      | US Open                       |
| ----- | ---------------------------- | ----------------------- | ------------------------- | ------------------------ | ---------------------------- | -------------------------- | ---------------------------- | ----------------------------- |
| 2001  | 2e tour (1/16) Janet Lee     | A. Fusai Rita Grande    | 2e tour (1/16) Janet Lee  | De Villiers A. Ellwood   | 1er tour (1/32) Janet Lee    | Kim Clijsters Ai Sugiyama  | 1er tour (1/32) Yayuk Basuki | S. Jeyaseelan Krasnoroutskaïa |
| 2002  | 2e tour (1/16) Janet Lee     | S. Asagoe Rika Fujiwara | 1er tour (1/32) Janet Lee | A. Augustus J. Russell   | 3e tour (1/8) Janet Lee      | A. Kournikova Chanda Rubin | 2e tour (1/16) Janet Lee     | Navrátilová Tulyaganova       |
| 2003  | 2e tour (1/16) Janet Lee     | N. Dechy Émilie Loit    | 1er tour (1/32) Janet Lee | Els Callens Meilen Tu    | 2e tour (1/16) Janet Lee     | L. Granville A. Stevenson  | 1er tour (1/32) Janet Lee    | Els Callens Meilen Tu         |
| 2004  | 1er tour (1/32) E. Tatarkova | Li Ting Sun Tiantian    | -                         | -                        | 2e tour (1/16) T. Tanasugarn | María Vento A. Widjaja     | -                            | -                             |

Sous le résultat, la partenaire ; à droite, l’ultime équipe adverse.

### En double mixte
| Année | Open d'Australie          | Open d'Australie            | Internationaux de France    | Internationaux de France | Wimbledon                   | Wimbledon                 | US Open | US Open |
| ----- | ------------------------- | --------------------------- | --------------------------- | ------------------------ | --------------------------- | ------------------------- | ------- | ------- |
| 2002  | -                         | -                           | 1er tour (1/16) Cyril Suk   | Likhovtseva M. Bhupathi  | 3e tour (1/8) David Adams   | Åsa Svensson J. Landsberg | -       | -       |
| 2003  | 1/4 de finale David Adams | D. Hantuchová Kevin Ullyett | 1er tour (1/16) David Adams | K. Srebotnik Bob Bryan   | 1er tour (1/32) David Adams | De Villiers Devin Bowen   | -       | -       |

Sous le résultat, le partenaire ; à droite, l’ultime équipe adverse.

## Parcours aux Masters

### En double dames
| # | Date       | Nom de l'édition                     | ($)       | Surface    | Résultat      | Partenaire | Ultimes adversaires        | Score    |          |
| - | ---------- | ------------------------------------ | --------- | ---------- | ------------- | ---------- | -------------------------- | -------- | -------- |
| 1 | 04/11/2002 | Home Depot Championships Los Angeles | 3 000 000 | Dur (int.) | 1/4 de finale | Janet Lee  | Lisa Raymond Rennae Stubbs | 6-3, 6-1 | Parcours |

## Parcours aux Jeux olympiques

### En simple dames
| # | Date       | Nom de l'olympiade          | Surface    | Résultat        | Ultime adversaire    | Score     |          |
| - | ---------- | --------------------------- | ---------- | --------------- | -------------------- | --------- | -------- |
| 1 | 19/09/2000 | Olympic Tennis Event Sydney | Dur (ext.) | 1er tour (1/32) | Emmanuelle Gagliardi | 6-4, 7-62 | Parcours |

### En double dames
| # | Date       | Nom de l'olympiade           | Surface    | Résultat        | Partenaire        | Ultimes adversaires            | Score         |          |
| - | ---------- | ---------------------------- | ---------- | --------------- | ----------------- | ------------------------------ | ------------- | -------- |
| 1 | 19/09/2000 | Olympic Tennis Event Sydney  | Dur (ext.) | 1er tour (1/16) | Yayuk Basuki      | Nana Miyagi Ai Sugiyama        | 6-2, 5-7, 6-4 | Parcours |
| 2 | 15/08/2004 | Olympic Tennis Event Athènes | Dur (ext.) | 1er tour (1/16) | Angelique Widjaja | Jelena Kostanić Karolina Šprem | 6-3, 6-2      | Parcours |

## Parcours en Fed Cup
| #                                                                       | Date       | Lieu                        | Surface      | Gagnante(s)                       | Perdante(s)                       | Score          |          |
|                                                                         |            |                             |              |                                   |                                   |                |          |
| 1996 - 1/4 de finale (groupe mondial II) - Indonésie - Belgique - 0 : 5 |            |                             |              |                                   |                                   |                |          |
| 1                                                                       | 27/04/1996 | Jakarta                     | Dur (ext.)   | Laurence Courtois Nancy Feber     | Liza Andriyani Wynne Prakusya     | 6-1, 6-2       | Parcours |
|                                                                         |            |                             |              |                                   |                                   |                |          |
| 1997 - Barrage (groupe mondial II) - Indonésie - Italie - 0 : 5         |            |                             |              |                                   |                                   |                |          |
| 2                                                                       | 12/07/1997 | Jakarta                     | Terre (ext.) | Flora Perfetti                    | Wynne Prakusya                    | 6-3, 6-76, 6-1 | Parcours |
| 2                                                                       | 12/07/1997 | Jakarta                     | Terre (ext.) | Silvia Farina                     | Wynne Prakusya                    | 6-1, 6-4       | Parcours |
|                                                                         |            |                             |              |                                   |                                   |                |          |
| 2001 - Barrage (groupe mondial I) - Autriche - Indonésie - 3 : 2        |            |                             |              |                                   |                                   |                |          |
| 3                                                                       | 21/07/2001 |                             | Terre (ext.) | Barbara Schwartz                  | Wynne Prakusya                    | 6-0, 6-1       | Parcours |
| 3                                                                       | 21/07/2001 | Barbara Schett              | Terre (ext.) | Wynne Prakusya                    | 6-2, 6-0                          |                | Parcours |
| 3                                                                       | 21/07/2001 | Yayuk Basuki Wynne Prakusya | Terre (ext.) | Marion Maruska Patricia Wartusch  | 6-1, 6-3                          |                | Parcours |
|                                                                         |            |                             |              |                                   |                                   |                |          |
| 2003 - Barrage (groupe mondial I) - Indonésie - Allemagne - 2 : 3       |            |                             |              |                                   |                                   |                |          |
| 4                                                                       | 19/07/2003 | Jakarta                     | Dur (ext.)   | Anca Barna                        | Wynne Prakusya                    | 4-6, 6-0, 6-4  | Parcours |
| 4                                                                       | 19/07/2003 | Jakarta                     | Dur (ext.)   | Barbara Rittner                   | Wynne Prakusya                    | 6-4, 2-6, 6-3  | Parcours |
| 4                                                                       | 19/07/2003 | Jakarta                     | Dur (ext.)   | Wynne Prakusya Angelique Widjaja  | Vanessa Henke Angelika Roesch     | 6-2, 6-2       | Parcours |
|                                                                         |            |                             |              |                                   |                                   |                |          |
| 2004 - Barrage (groupe mondial I) - Indonésie - Slovénie - 4 : 1        |            |                             |              |                                   |                                   |                |          |
| 5                                                                       | 10/07/2004 | Jakarta                     | Dur (ext.)   | Wynne Prakusya                    | Tina Pisnik                       | 6-1, 6-4       | Parcours |
| 5                                                                       | 10/07/2004 | Jakarta                     | Dur (ext.)   | Wynne Prakusya Angelique Widjaja  | Andreja Klepač Tina Križan        | 6-2, 6-2       | Parcours |
|                                                                         |            |                             |              |                                   |                                   |                |          |
| 2005 - 1er tour (groupe mondial II) - Allemagne - Indonésie - 4 : 1     |            |                             |              |                                   |                                   |                |          |
| 6                                                                       | 23/04/2005 | Essen                       | Terre (ext.) | Julia Schruff                     | Wynne Prakusya                    | 6-1, 6-0       | Parcours |
| 6                                                                       | 23/04/2005 | Essen                       | Terre (ext.) | Anna-Lena Grönefeld               | Wynne Prakusya                    | 6-0, 6-2       | Parcours |
| 6                                                                       | 23/04/2005 | Essen                       | Terre (ext.) | Wynne Prakusya Romana Tedjakusuma | Sandra Klösel Julia Schruff       | 7-65, 6-4      | Parcours |
|                                                                         |            |                             |              |                                   |                                   |                |          |
| 2005 - Barrage (groupe mondial II) - Porto Rico - Indonésie - 1 : 4     |            |                             |              |                                   |                                   |                |          |
| 7                                                                       | 09/07/2005 | Salinas                     | Dur (ext.)   | Wynne Prakusya                    | Vilmarie Castellvi                | 6-3, 6-4       | Parcours |
| 7                                                                       | 09/07/2005 | Salinas                     | Dur (ext.)   | Wynne Prakusya                    | Kristina Brandi                   | 6-4, 6-2       | Parcours |
| 7                                                                       | 09/07/2005 | Salinas                     | Dur (ext.)   | Ayu-Fani Damayanti Wynne Prakusya | Vilmarie Castellvi Jessica Roland | 6-2, 6-0       | Parcours |

## Classements WTA en fin de saison

### En simple
| Année | 1996 | 1997 | 1998 | 1999 | 2000 | 2001 | 2002 | 2003 | 2004 | 2005 | 2006 |
| Rang  | 755  | 397  | 232  | 176  | 125  | 88   | 104  | 205  | 339  | 279  | 511  |

Source : (en) « Classements de Wynne Prakusya », sur le site officiel du WTA Tour

### En double
| Année | 1996 | 1997 | 1998 | 1999 | 2000 | 2001 | 2002 | 2003 | 2004 | 2005 |
| Rang  | 672  | 343  | 227  | 312  | 127  | 35   | 28   | 59   | 119  | 154  |

Source : (en) « Classements de Wynne Prakusya », sur le site officiel du WTA Tour